# 福嶋孝顕
福嶋 孝顕（ふくしま たかあき、1989年〈平成元年〉11月11日 - ）は、日本の三味線奏者、作曲家。山梨県笛吹市出身。血液型O型。

## 略歴
山梨県立山梨園芸高等学校（現・山梨県立笛吹高等学校）を卒業。在学時はすいれき太鼓部に所属し、部長としてチームを牽引。和太鼓奏者、前田タクヤの元で和太鼓を学ぶ。同じ頃、15歳で津軽三味線を始める。高校3年の時、三味線の指導で出会った師匠、津軽三味線 山口ひろしの演奏に心打たれ、プロ奏者の道へ進むことを決意。山梨県・長野県各所に稽古場を持ち、津軽三味線の普及にも勤める。2015年、山梨県観光大使「やまなし大使」に就任。2020年には、笛吹市観光大使に就任した。津軽三味線を山口ひろし、山梨県民謡を中心とした民謡を藤本純秀、端唄を藤本秀禎にそれぞれ師事。民謡藤本流 藤本純禎を襲名。コンサート、各種イベント、テレビ、ラジオ、有名アーティストのPVなど多数出演。津軽三味線グループ「顕栄会」の会主を務める。

### プロとしての活動
2008年、津軽三味線奏者として本格的に活動開始。
2019年、パリ・オペラ座フレデリック・フォンタン(Frederic FONTAN)率いるBallet LEGENDSと自身の楽曲「剣ヶ峰」で共演。

### ユニット活動
自身のプロデュースする邦楽ユニット「壱富士」でリーダーも務め、三味線・ヴァイオリン・ピアノによるユニット『木ノ花』、津軽三味線デュオ『下駄と雪駄』でも精力的に活動をこなす。

### 作品
1stミニアルバム『雛鶴』をリリース。

## 出演
- 2013年、「Newsまるごと山梨」NHK甲府放送局
- 2016年、ABCマート 正月初売りCMレコーディング参加
- 2016年、「ててて!TV」山梨放送
- 2018年、年末特番「密着！バスタ新宿でワケあり旅人に便乗してみました。」フジテレビ
- 2021年、「スゴろく」あなたにロックオン#13(2021年7月8日放送分)[1]テレビ山梨
- 2022年
  - アズールレーン 春節PVレコーディング参加。
  - 「スゴろく」あなたにロックオン#37(2022年1月6日放送分)[5]テレビ山梨

## 関連アーティスト・著名人
- 津軽三味線 山口ひろし
- 藤本純秀
- 藤本秀禎
- 前田タクヤ
- 山崎泰之
- 野武大誠
- フレデリック・フォンタン(Frederic FONTAN)